# Привалов, Геннадий Николаевич
Генна́дий Никола́евич Прива́лов (род. 14 сентября 1957 года) — казачий генерал (2014), войсковой атаман Сибирского казачьего войска (2012 г. -2023 г. ), заместитель Председателя Правительства Омской области (2010—2012), генерал-лейтенант (2006).

## Биография
Родился 14 сентября 1957 года в городе Владивостоке Приморского края.
Завершив обучение в средней школе, поступил в Пермское высшее военное командное училище, после окончания которого в 1979 году проходил службу в должностях от инженера — старшего оператора до командира группы подготовки и пуска, начальника штаба ракетного дивизиона.
В 1986 году поступил на командный факультет Военной академии имени Ф. Э. Дзержинского.
После окончания академии в 1988 году проходил службу в должностях командира ракетного дивизиона и начальника штаба ракетного полка.
В начале 1990-х годов был назначен командиром 586-го гвардейского ракетного Свирского полка (город Иркутск). С 1995 по 1998 год — начальник штаба ракетной дивизии.
В 2000 году после окончания с красным дипломом Военной академии Генерального штаба Вооружённых сил Российской Федерации командовал 39-й гвардейской ракетной Глуховской дивизией, затем на должности начальника штаба 31-й ракетной армии.
Указом Президента Российской Федерации от 30 июня 2006 года № 667 генерал-майор Привалов был назначен командующим 33-й гвардейской ракетной армией в городе Омске.Присвоено воинское звание генерал-лейтенант.
Внес весомый вклад в поддержание боевой готовности армии. Под его руководством была проведена работа по расформированию Канской ракетной дивизии. В 2006—2007 годах войска армии достойно сдали серьезные экзамены в период работы инспекций Министерства обороны РФ, комплексных проверок тыла армии, итоговых проверок командования РВСН.
После выхода в отставку, с 20 октября 2010 года, являлся заместителем Председателя Правительства Омской области, по совместительству начальником Главного управления региональной безопасности Омской области.
24 октября 2012 года, с приходом нового губернатора, был назначен начальником Главного управления по делам гражданской обороны и чрезвычайным ситуациям Омской области.
С 18 мая 2019 года заместитель министра региональной безопасности Омской области.
18 августа 2012 года единогласным решением Большого отчётно-выборного Круга был избран атаманом  Сибирского войскового казачьего общества.
7 декабря 2012 года утверждён в этой должности указом Президента Российской Федерации.
Указом Президента Российской Федерации от 23 июня 2014 года № 458 Привалову присвоен высший чин казачьего генерала.
Является членом Совета при Президенте РФ по делам казачества.

## Награды
Государственные:
- почётное звание «Заслуженный военный специалист Российской Федерации»;
- орден «За военные заслуги»;
- орден Почёта;
- медаль «За боевые заслуги»;
- медаль «70 лет Вооружённых Сил СССР».

Ведомственные:
- медаль «За воинскую доблесть» I степени;
- медаль «За усердие при выполнении задач инженерного обеспечения»;
- медаль «200 лет Министерству обороны»;
- медаль «За отличие в военной службе» I степени;
- медали «За безупречную службу» II и III степеней;
- знак отличия «За службу в Ракетных войсках стратегического назначения»;
- знак отличия «Главный маршал артиллерии Неделин».
- медаль «XXV лет МЧС России» (МЧС);
- медаль «Маршал Василий Чуйков» (МЧС);
- медаль «Патриот России» (Росвоенцентр при Правительстве РФ).

Общественные:
- медаль «Маршал Советского Союза Жуков»;
- медаль «За заслуги перед казачеством» IV степени (Казачий реестр РФ).